# Azadkənd (Ordubad)
Azadkənd è un comune dell'Azerbaigian situato nel distretto di Ordubad.